# 1846-os busz
Az 1846-os jelzésű autóbuszvonal távolsági autóbuszjárat Tatabánya és Hévíz között, melyet a MÁV Személyszállítási Zrt. lát el.

## Története
2023. szeptember 1-jén indult el, az 1844-es busz átszámozásával jött lére. A 2023. december 10-ei menetrendváltás után nyári tanszünetben naponta közlekedett a járat. A 2024. december 15-ei menetrendváltás óta naponta közlekednek a járatok. Útvonala meghosszabbodott Hévízig és megváltozott, Szápár, Dudar, Zirc helyett Székesfehérváron át közlekedik.

## Közlekedése
A járat Tatabányát és Hévízt köti össze. 
Útvonalának hossza 202,3 km, menetideje Hévíz felé 4 óra 35 perc, Tatabánya felé 4 óra 40 perc.
Naponta egy járatpár szállítja az utasokat.

## Megállóhelyei
| 0  | Tatabánya, autóbusz-állomás végállomás                | 49 | 1, 1G, 2, 5, 5P, 6, 6S, 9, 9D, 10, 11, 15, 16, 26, 26R, 50, 55, 57, 70 770, 804, 814, 823, 824 1758, 1824, 1841, 1842, 1843, 1845, 1848, 1850, 1851 8400, 8402, 8403, 8406, 8410, 8423, 8432, 8435, 8436, 8437, 8441, 8442, 8462, 8463, 8464, 8465, 8466, 8467, 8472, 8479 S10, G10, S12, gyorsított személyvonat, InterRégió, Arrabona InterCity, Tűztorony, Ikva, Lővér, Kékfrankos, Magnet Bank, Scarbantia, Soproni Közgáz, Savaria InterCity, Mura nemzetközi InterCity, Dráva nemzetközi InterCity, Railjet Xpress, Kálmán Imre EuroNight, Csárdás, Lehár, Liszt Ferenc és Semmelweis EuroCity, Advent EuroCity, Hortobágy EuroCity, Transilvania-Szamos EuroCity, Dacia-Corvin nemzetközi gyorsvonat |
| 1  | Tatabánya, kórház                                     | 48 | 1, 1G, 6, 8, 8L, 8S, 9, 11, 16, 18, 38, 38G, 50, 57, 59B 770, 823 1758, 1841, 1842, 1843, 1845, 1848, 1851 8402, 8403, 8441, 8442, 8443, 8462, 8463, 8464, 8465, 8466, 8467 |
| 2  | Környe, faluközpont                                   | 47 | 770, 823 1257, 1758, 1824, 1841, 1842, 1843, 1845, 1848, 1851 8403, 8441, 8442, 8443, 8460, 8462, 8463, 8464, 8465, 8466, 8467, 8587, 8594 |
| 3  | Oroszlány, körforgalom                                | 46 | 1T, 1Y 770, 823 1257, 1758, 1824, 1842, 1843, 1845 8403, 8442, 8443, 8460, 8462, 8463, 8465, 8466, 8467, 8560, 8562, 8587, 8594 |
| 4  | Oroszlány, posta                                      | 45 | 1T, 1Y 770, 823 1257, 1758, 1824, 1842, 1843, 1845 8403, 8442, 8443, 8460, 8462, 8463, 8465, 8466, 8467, 8560, 8562, 8574, 8587, 8594 |
| 5  | Bokod, iskola                                         | 44 | 770 1257, 1758, 1824, 1842, 1843, 1845 8463, 8465, 8466, 8560, 8562, 8574, 8587, 8594 |
| 6  | Pusztavám, bányatelepi elágazás                       | 43 | 1758, 1824, 1842, 1843, 1845 8355 |
| 8  | Mór, VÉRTES Áruház                                    | 42 | 1253, 1254, 1563, 1706, 1758, 1822, 1824, 1842, 1843, 1845 7021, 8001, 8094, 8096, 8097, 8355, 8360, 8365, 8370, 8373, 8381 |
| 9  | Csókakő, csókakői elágazás                            | 41 | 1251, 1253, 1254, 1758, 1822, 1824, 1842, 1843, 1845 8001, 8096, 8097, 8360 |
| 10 | Söréd, bejárati út                                    | 40 | 1253, 1254, 1563, 1758, 1822, 1824, 1842, 1843, 1845 8001, 8096, 8097, 8099, 8360 |
| 10 | Székesfehérvár, III. Béla király tér                  | 39 | 15, 33, 34 1204, 1563, 1706, 1758, 1809, 1822, 1824, 1841, 1842, 1843, 1845, 1853 8000, 8001, 8090, 8092, 8093, 8094, 8095, 8096, 8097, 8099 |
| 11 | Székesfehérvár, autóbusz-állomás                      | 38 | 10, 10G, 11, 11A, 11G, 12, 12A, 12Y, 13G, 14, 14G, 15, 15Y, 26, 26A, 26C, 26G, 36, 37, 38, 40, 41, 42, 43, 44, 912 707, 717, 740, 747, 748, 749, 750, 751, 758, 759 1172, 1173, 1174, 1204, 1205, 1215, 1507, 1510, 1512, 1529, 1563, 1626, 1706, 1707, 1758, 1803, 1808, 1809, 1822, 1823, 1824, 1826, 1842, 1843, 1845, 1853 5552, 7315, 8000, 8001, 8010, 8011, 8013, 8030, 8032, 8033, 8034, 8035, 8037, 8039, 8040, 8041, 8046, 8047, 8048, 8049, 8050, 8055, 8060, 8062, 8065, 8066, 8067, 8068, 8069, 8070, 8078, 8082, 8086, 8090, 8092, 8093, 8094, 8095, 8096, 8097, 8099 |
| 12 | Öskü, autóbusz-váróterem                              | 37 | 1215, 1529, 1626, 1758, 1808, 1823, 1853 7309, 7311, 7313, 7314, 7315 |
| 13 | Veszprém, autóbusz-állomás                            | 36 | 1, 2, 3, 4, 4A, 7, 7A, 10, 12, 13, 22, 22A, 23, 23H, 23U, 47 1212, 1215, 1216, 1229, 1510, 1513, 1529, 1564, 1592, 1593, 1625, 1626, 1631, 1658, 1708, 1709, 1710, 1720, 1722, 1731, 1732, 1735, 1736, 1740, 1742, 1758, 1806, 1808, 1823, 1853 5449, 7033, 7300, 7301, 7302, 7303, 7304, 7305, 7306, 7307, 7309, 7311, 7313, 7314, 7315, 7316, 7317, 7318, 7319, 7320, 7321, 7322, 7323, 7324, 7325, 7326, 7332, 7333, 7335, 7338, 7341, 7342, 7344, 7345, 7346, 7350, 7352, 7353, 7355, 7358, 7360, 7361, 7363, 7364, 7366, 7367, 7369, 7370, 7376, 7381, 7383, 7386, 7388, 7391, 7395, 7396, 7398 |
| 14 | Veszprém, kórház                                      | 35 | 7, 7A 1529, 1658, 1710, 1720, 1735, 1740, 1758, 1806, 1808, 1853 7341, 7342, 7344, 7345, 7346, 7348, 7350, 7352, 7353, 7355, 7357, 7358 |
| 15 | Csopak, Csonkatorony 73-as út                         | 34 | 1529, 1658, 1710, 1720, 1735, 1740, 1758, 1806, 1808, 1853 7350, 7352, 7353, 7355, 7357, 7358, 7363 |
| 16 | Balatonfüred, Arács vasúti megállóhely                | 33 | 3, 4 1529, 1631, 1658, 1709, 1710, 1720, 1722, 1735, 1740, 1758, 1806, 1808, 1853 7338, 7344, 7345, 7348, 7350, 7352, 7355, 7357, 7358, 7363, 7653, 7654, 8082 személyvonat, Vízipók sebesvonat, Katica InterRégió |
| 17 | Balatonfüred, Arany Csillag                           | 32 | 3, 4 1529, 1631, 1658, 1709, 1710, 1720, 1722, 1735, 1740, 1758, 1806, 1808, 1853 7338, 7344, 7345, 7348, 7350, 7352, 7355, 7357, 7358, 7363, 7653, 7654, 8082 |
| 18 | Balatonfüred, autóbusz-állomás                        | 31 | 1, 1B, 2, 2B, 3, 4 1529, 1631, 1658, 1709, 1710, 1720, 1722, 1735, 1740, 1758, 1806, 1808, 1853 7338, 7344, 7345, 7346, 7348, 7350, 7352, 7355, 7357, 7358, 7363, 7364, 7654, 7671, 7673, 7675, 7676, 7682, 7686, 8082 személyvonat, sebesvonat, Vízipók sebesvonat, Tekergő sebesvonat, Csabai Tekergő expresszvonat, Szabolcsi Tekergő expresszvonat, Katica InterRégió, Kék Hullám InterCity |
| 19 | Aszófő, vasútállomás bejárati út                      | 30 | 1631, 1658, 1735, 1806, 1808 7357, 7671 személyvonat, Kék Hullám InterCity |
| 20 | Örvényes, autóbusz-váróterem                          | 29 | 1631, 1658, 1735, 1806, 1808 7357, 7671 |
| 21 | Balatonudvari, autóbusz-váróterem                     | 28 | 1631, 1658, 1735, 1806, 1808 7357, 7671 |
| 22 | Balatonudvari, Fövenyes, bejárati út                  | 27 | 1631, 1658, 1735, 1806, 1808 7357, 7671 |
| 23 | Balatonakali, bejárati út                             | 26 | 1631, 1658, 1735, 1806, 1808 7357, 7671, 7682 |
| 24 | Zánka, Gyermekváros                                   | 25 | 1631, 1658, 1735, 1806, 1808 7357, 7367, 7671, 7706 |
| 25 | Zánka-Köveskál, vasútállomás bejárati út              | 24 | 1631, 1658, 1735, 1806, 1808 7357, 7367, 7369, 7671, 7706 személyvonat, Csabai Tekergő expresszvonat, Kék Hullám InterCity |
| 26 | Balatonszepezd, Viriusz telep                         | 23 | 1631, 1658, 1735, 1806, 1808 7357, 7671 |
| 27 | Balatonszepezd, vasúti megállóhely                    | 22 | 1631, 1658, 1735, 1806, 1808 7357, 7671 személyvonat, Kék Hullám InterCity |
| 28 | Révfülöp, vasútállomás                                | 21 | 1631, 1658, 1717, 1735, 1806, 1808 7357, 7387, 7671, 7702, 7703, 7704, 7705, 7708, 7744 személyvonat, Csabai Tekergő expresszvonat, Kék Hullám InterCity |
| 29 | Balatonrendes, vasúti megállóhely                     | 20 | 1631, 1658, 1717, 1735, 1806, 1808 7357, 7387, 7708 személyvonat, Kék Hullám InterCity |
| 30 | Ábrahámhegy, vasúti megállóhely                       | 19 | 1631, 1658, 1717, 1735, 1806, 1808 7357, 7387, 7707, 7708, 7709 személyvonat, Kék Hullám InterCity |
| 31 | Badacsonytomaj, (Badacsonyörs), camping               | 18 | 1631, 1658, 1717, 1735, 1806, 1808 7357, 7387, 7707, 7708, 7709 |
| 32 | Badacsonytomaj, (Badacsonyörs), posta                 | 17 | 1631, 1658, 1717, 1735, 1806, 1808 7357, 7387, 7707, 7708, 7709 személyvonat, Csabai Tekergő expresszvonat |
| 33 | Badacsonytomaj, vasútállomás bejárati út              | 16 | 1631, 1658, 1717, 1735, 1806, 1808 6363, 6364, 7387, 7707, 7708, 7709 személyvonat, Csabai Tekergő expresszvonat, Kék Hullám InterCity |
| 34 | Badacsony, vasúti megállóhely                         | 15 | 1579, 1631, 1658, 1717, 1735, 1806, 1808 6363, 6364, 7387, 7708, 7709, 7710, 7929 személyvonat, Csabai Tekergő expresszvonat, Kék Hullám InterCity |
| 35 | Badacsonylábdihegy, vasúti megállóhely bejárati út    | 14 | 1579, 1631, 1658, 1717, 1735, 1806, 1808 6363, 6364, 7387, 7708, 7710 Kék Hullám InterCity |
| 36 | Badacsonytördemic-Szigliget, vasútállomás bejárati út | 13 | 1579, 1631, 1658, 1717, 1735, 1806, 1808 6364, 7387, 7708 személyvonat, Kék Hullám InterCity |
| 37 | Szigliget, bejárati út                                | 12 | 1579, 1631, 1658, 1735, 1806, 1808 6363, 6364, 7710, 7711 |
| 38 | Balatonederics, bejárati út                           | 11 | 1212, 1569, 1579, 1625, 1631, 1636, 1658, 1714, 1723, 1735, 1736, 1806, 1808 6361, 6363, 6364, 7357, 7721 |
| 39 | Balatongyörök, Becehegy                               | 10 | 1212, 1579, 1625, 1631, 1636, 1658, 1714, 1723, 1735, 1736, 1808 6361, 6363, 6364, 7357, 7721 |
| 40 | Balatongyörök, Szépkilátó                             | 9  | 1212, 1579, 1625, 1631, 1636, 1658, 1714, 1723, 1735, 1736, 1806, 1808 6361, 6363, 6364, 7357, 7721 |
| 41 | Balatongyörök, bejárati út                            | 8  | 1212, 1569, 1579, 1625, 1631, 1636, 1658, 1714, 1723, 1735, 1736, 1806, 1808 6360, 6361, 6363, 6364, 7357, 7721 |
| 42 | Vonyarcvashegy, vasútállomás bejárati út              | 7  | 1212, 1569, 1579, 1625, 1631, 1636, 1658, 1714, 1723, 1735, 1736, 1806, 1808 6360, 6361, 6363, 6364, 7357, 7721 személyvonat, Lesence expresszvonat, Tanúhegy expresszvonat, Helikon InterRégió |
| 43 | Gyenesdiás, takarékpénztár                            | 6  | 1212, 1569, 1579, 1625, 1631, 1636, 1658, 1714, 1723, 1735, 1736, 1806, 1808 6360, 6361, 6363, 6364, 6365, 7357, 7721 |
| 44 | Gyenesdiás, községháza                                | 5  | 1212, 1579, 1625, 1631, 1636, 1658, 1714, 1723, 1735, 1736, 1806, 1808 6360, 6361, 6363, 6364, 7357, 7721 |
| 45 | Keszthely, Vágóhíd utca                               | 4  | 1 1212, 1579, 1625, 1631, 1636, 1658, 1714, 1723, 1735, 1736, 1806, 1808 6360, 6361, 6363, 6364, 7357, 7721 |
| 46 | Keszthely, kórház                                     | 3  | 1 1212, 1569, 1579, 1625, 1631, 1636, 1658, 1714, 1723, 1735, 1736, 1806, 1808 6360, 6361, 6363, 6364, 7357, 7721 |
| 47 | Keszthely, autóbusz-állomás                           | 2  | 1, 2, 3, 5, C5 1194, 1212, 1402, 1499, 1506, 1569, 1579, 1625, 1626, 1631, 1636, 1658, 1665, 1666, 1673, 1714, 1723, 1724, 1725, 1732, 1735, 1736, 1794, 1806, 1808 5974, 5976, 6103, 6162, 6192, 6216, 6230, 6231, 6237, 6306, 6310, 6316, 6350, 6355, 6360, 6361, 6363, 6364, 6370, 6375, 6384, 6386, 6387, 6391, 6395, 6396, 6398, 6415, 7357, 7721, 7722 személyvonat, sebesvonat, Helikon InterRégió, Lesence expresszvonat, Tanúhegy expresszvonat, Fenyves expresszvonat, Balaton InterCity |
| 48 | Keszthely, Bercsényi utca                             | 1  | C5 1194, 1212, 1402, 1499, 1506, 1569, 1625, 1626, 1636, 1658, 1665, 1666, 1673, 1714, 1724, 1725, 1735, 1736, 1794, 1806, 1808 5976, 6103, 6162, 6216, 6218, 6230, 6231, 6237, 6306, 6307, 6310, 6316, 6350, 6355, 6360, 6361, 6363, 6364, 6370, 6375, 6384, 6386, 6387, 6391, 6395, 6396, 6398, 6415, 7721, 7722 |
| 49 | Hévíz, autóbusz-állomás végállomás                    | 0  | 1188, 1193, 1194, 1212, 1402, 1499, 1506, 1569, 1625, 1626, 1636, 1658, 1665, 1666, 1673, 1714, 1724, 1725, 1736, 1794, 1806, 1808 5976, 6103, 6162, 6216, 6218, 6230, 6231, 6237, 6306, 6310, 6316, 6350, 6355, 6360, 6361, 6363, 6364, 6370, 6372, 6375, 6383, 6384, 6386, 6387, 6390, 6391, 6395, 6396, 6398, 6415, 7722 |